# Stanisław Lorentz

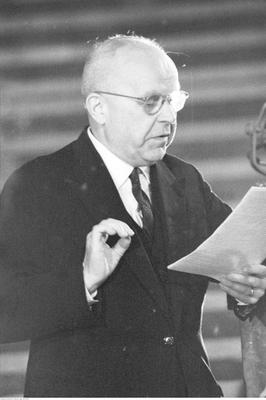
Stanisław Lorentz podczas przedstawiania sprawozdania rocznego z działalności Towarzystwa Przyjaciół Warszawy, 24 lutego 1964

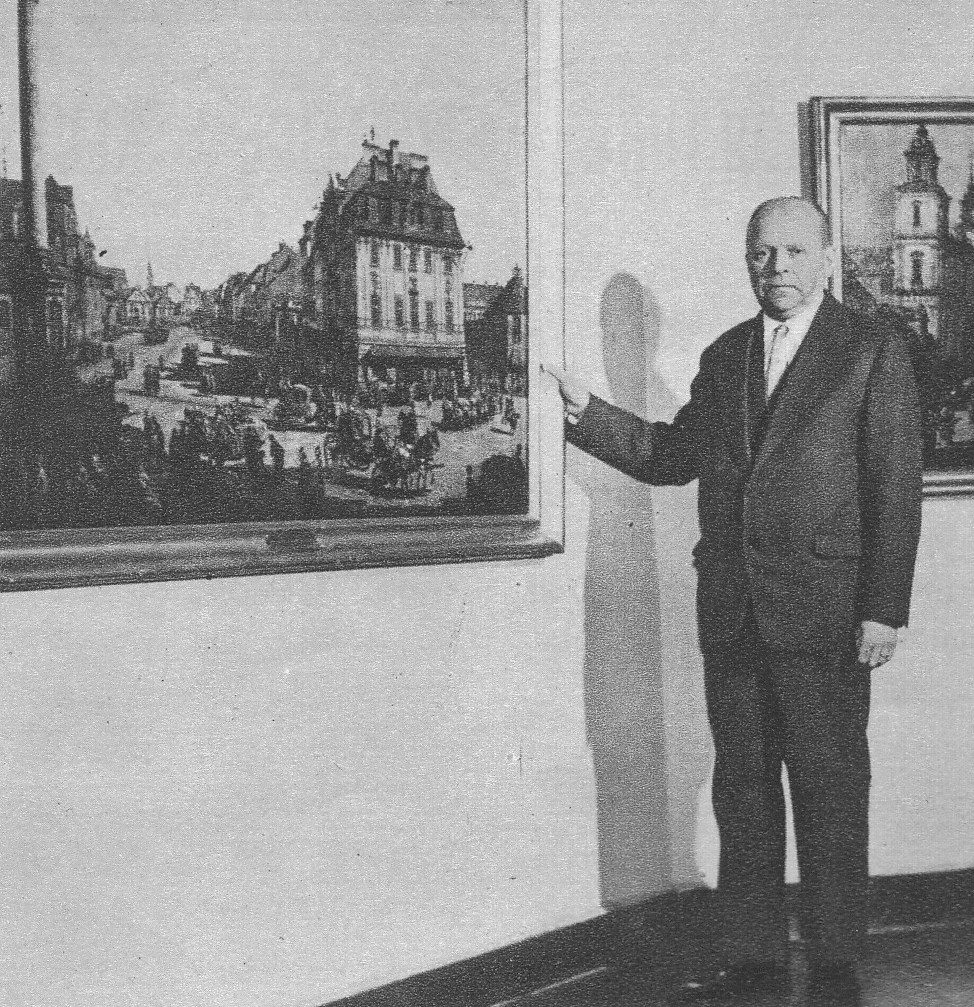
Stanisław Lorentz w Muzeum Narodowym w Warszawie, lata 60.

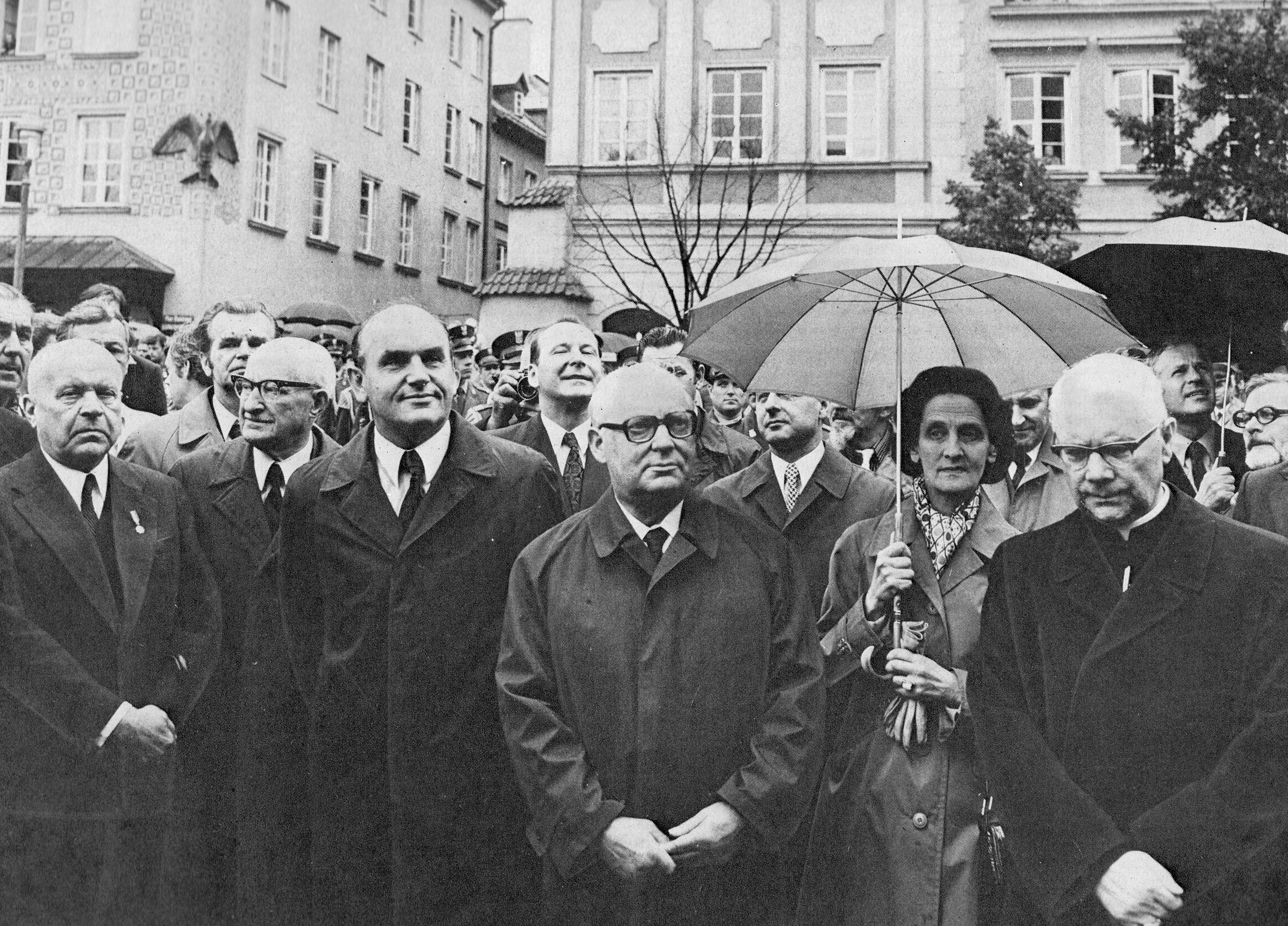
Stanisław Lorentz (pierwszy z lewej) podczas uroczystości zakończenia pierwszego etapu odbudowy Zamku Królewskiego, 19 lipca 1974

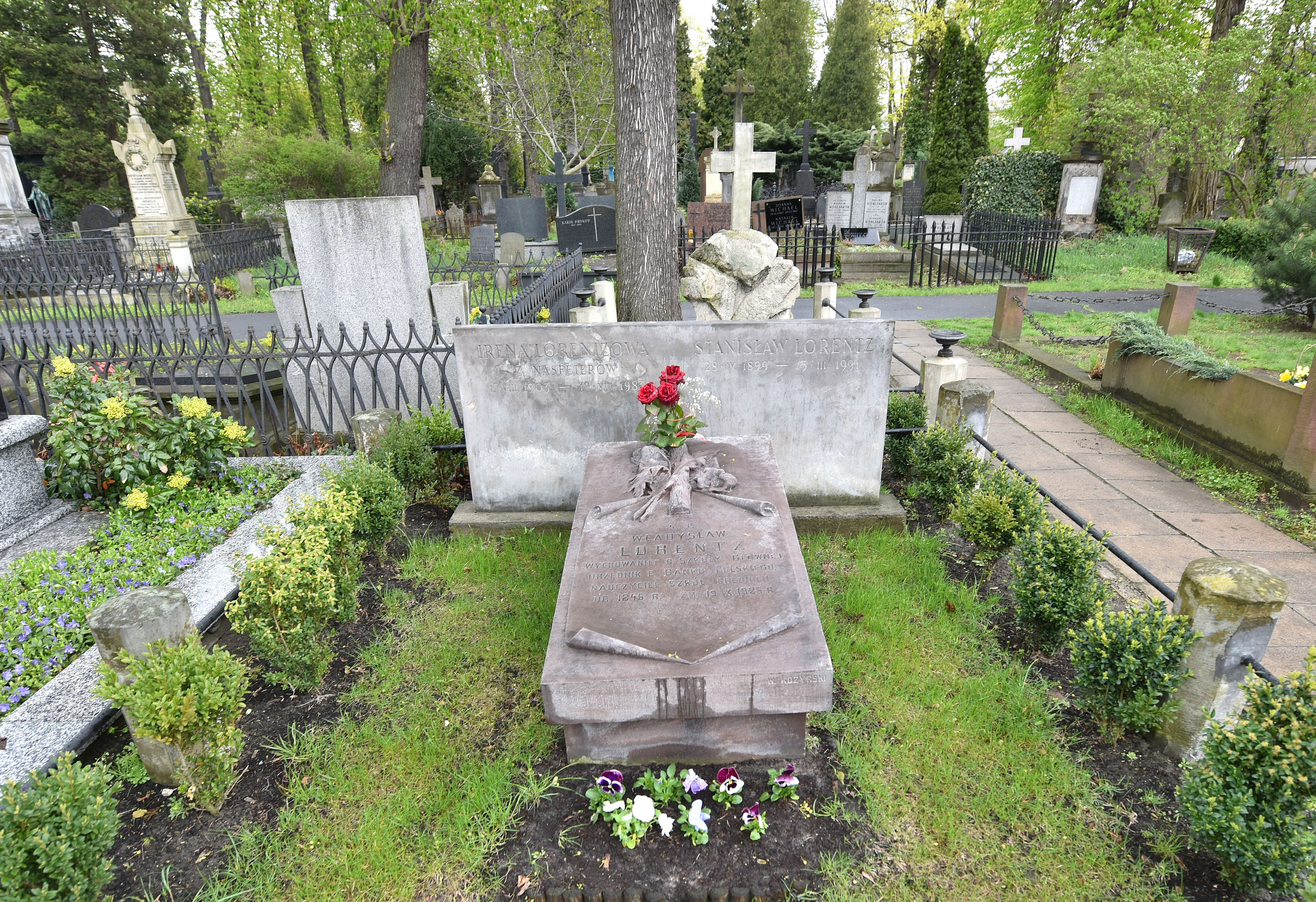
Grób Stanisława Lorentza na cmentarzu ewangelicko-augsburskim w Warszawie

Stanisław Lorentz, ps. Bukowski (ur. 28 kwietnia 1899 w Radomiu, zm. 15 marca 1991 w Warszawie) − polski historyk sztuki, muzeolog, profesor Uniwersytetu Warszawskiego, w latach 1935–1982 dyrektor Muzeum Narodowego w Warszawie, kierownik działu kultury i sztuki Departamentu Oświaty i Kultury Biura Delegata Rządu na Kraj, poseł na Sejm PRL IV kadencji. Budowniczy Polski Ludowej.

## Życiorys
Wywodził się z rodziny luterańskiej pochodzenia szwedzkiego, zajmującej się kapelusznictwem. Był synem Karola Ludwika Lorentza (1869–1930) i jego żony Marii z Schoenów (1875–1969). Choć był niewierzący, zachował do końca życia związki z Kościołem Ewangelicko-Augsburskim (luterańskim) – był m.in. jednym z pomysłodawców Muzeum Reformacji Polskiej w Mikołajkach. Miał troje rodzeństwa: Zygmunta, Zofię i Halinę. Dzieciństwo i młodość spędził w Warszawie. Egzamin maturalny zdał w Gimnazjum Wojciecha Górskiego w Warszawie, po czym rozpoczął studia na Wydziale Filozoficznym Uniwersytetu Warszawskiego. Ukończył studia z zakresu historii sztuki. W 1924 obronił doktorat na temat twórczości Efraima Szregera.
Karierę zawodową rozpoczął w II RP. W latach 1926−1929 pracował w Ministerstwie Wyznań Religijnych i Oświecenia Publicznego. W latach 1929–1935 był konserwatorem zabytków województwa wileńskiego i nowogródzkiego. Po rezygnacji ze stanowiska był wykładowcą Uniwersytetu Stefana Batorego w Wilnie. W 1935 wrócił do stolicy, gdzie został powołany na stanowisko zastępcy dyrektora Muzeum Narodowego w Warszawie. W latach 1936–1982 (z przerwą w czasie II wojny światowej) pełnił funkcję jego dyrektora. Mieszkał w służbowym mieszkaniu znajdującym się na parterze gmachu muzeum.
W czasie obrony Warszawy i podczas okupacji niemieckiej zasłużył się w akcji ratowania dóbr kultury polskiej i najcenniejszych zabytków znajdujących się w Warszawie. Po kapitulacji Warszawy pełnił funkcję łącznika prezydenta Warszawy Stefana Starzyńskiego przy niemieckim Komendancie Miasta Warszawy, którym został gen. Friedrich von Cochenhausen. Był zastępcą dyrektora Departamentu Oświaty i Kultury Delegatury Rządu na Kraj Czesława Wycecha oraz kierownikiem działu kultury w Kierownictwie Walki Cywilnej. W 1942 dzięki jego staraniom niemieckie władze odstąpiły od planu zniszczenia pomnika Jana Kilińskiego, wyrażając zgodę na jego zdeponowanie w podziemiach Muzeum Narodowego. W 1943 na podstawie monografii Natolina uzyskał na tajnym Uniwersytecie Warszawskim stopień doktora habilitowanego.
W 1945 rozpoczął współpracę z nowymi władzami i wrócił na stanowisko dyrektora Muzeum Narodowego. W latach 1945–1951 stał na czele Dyrekcji Muzeów i Ochrony Zabytków, a w 1947 został profesorem Uniwersytetu Warszawskiego. Od roku 1949 był członkiem Polskiej Akademii Umiejętności, od 1952 członkiem korespondentem, od 1964 członkiem rzeczywistym Polskiej Akademii Nauk. W 1949 był delegatem Krajowej Rady Obrońców Pokoju na Kongres Obrońców Pokoju w Paryżu. Był ekspertem UNESCO ds. ochrony zabytków oraz członkiem Polskiego Komitetu ds. UNESCO. Był szczególnie zaangażowany w sprawę odbudowy Zamku Królewskiego w Warszawie. Był pomysłodawcą, założycielem i pierwszym prezesem utworzonego w 1963 Towarzystwa Przyjaciół Warszawy. 
Od 1937 związany z Klubem Demokratycznym w Wilnie, następnie z powołanym w 1939 Stronnictwem Demokratycznym. Był członkiem Rady Naczelnej partii w latach 1961–1965, a w latach 1965–1969 z jej ramienia sprawował mandat posła na Sejm PRL. Od 1971 był wiceprzewodniczącym Obywatelskiego Komitetu Odbudowy Zamku Królewskiego w Warszawie.
Został pochowany obok żony na cmentarzu ewangelicko-augsburskim (aleja 4, miejsce 25).

## Życie prywatne
Jego żoną była Irena z Nasfeterów (1903−1983), ich córkami były historyk literatury Alina Kowalczykowa i socjolog Irena Nowak.

## Publikacje
- Natolin (1948, 1970)
- B. Bellotto a Varsovie (1955)
- Dzieje Muzeum Narodowego w Warszawie (1962)
- Pałac Prymasowski (1982)
- Walka o Zamek 1939−1980 (1986)[10]

## Ordery i odznaczenia
- Order Budowniczych Polski Ludowej (1969)[23]
- Krzyż Wielki Orderu Odrodzenia Polski (25 kwietnia 1989)[24]
- Order Sztandaru Pracy I klasy (11 lipca 1955)[25]
- Krzyż Komandorski z Gwiazdą Orderu Odrodzenia Polski (29 października 1947)[26]
- Krzyż Srebrny Orderu Virtuti Militari[27]
- Złoty Krzyż Zasługi
- Srebrny Wawrzyn Akademicki (5 listopada 1935)[28]
- Medal 10-lecia Polski Ludowej (1 grudnia 1955)[29]
- Odznaka 1000-lecia Państwa Polskiego (1966)[30]
- Odznaka tytułu honorowego „Zasłużony dla Kultury Narodowej” (1987)[31]
- Złota odznaka honorowa „Za Zasługi dla Warszawy” (1960)[32]

## Nagrody i wyróżnienia
- Nagroda Państwowa II stopnia (zespołowa) za koncepcję, opracowanie naukowe i realizację wystawy „Wiek Oświecenia w Polsce” (1952)[33]
- Nagroda Państwowa II stopnia (zespołowa) za zasługi naukowe w dziedzinie muzealnictwa w minionym dziesięcioleciu (1955)[34]
- Dyplom Ministra Spraw Zagranicznych Stefana Olszowskiego (1976)[35]

## Upamiętnienie
- Tablica w Bramie Zygmuntowskiej Zamku Królewskiego w Warszawie.
- Jego imię nosi dziedziniec (skwer) w Muzeum Narodowym oraz aleja biegnąca na tyłach muzeum[36].
- Tablica pamiątkowa przy wejściu głównym do Muzeum Narodowego w Warszawie.
- Tablica pamiątkowa w Hawanie na Kubie.